# Kajmak
Le kajmak ou kaymak est un produit laitier. Il est obtenu par fermentation de matières grasses extraites lors de la cuisson du lait cru de vache.
Cette crème épaisse peut également être produite mécaniquement à l’aide d’une écrémeuse centrifuge, qui sépare la crème du lait par force centrifuge sans nécessiter de chauffage préalable.

## Présentation
Traditionnellement produit dans les régions montagneuses des Balkans, notamment en Serbie (ouest de la Serbie, Šumadija) en Bosnie-Herzégovine, au Kosovo, en Albanie, en Croatie, en Slovénie, ainsi que dans les Alpes juliennes, en Asie centrale et les régions habitées par les peuples turcs.
Il est apprécié soit mangé frais, soit utilisé dans la préparation de plats traditionnels. Il peut accompagner les ćevapčići, les pljeskavica ou les ražniči (brochettes de viandes).
Il existe deux variantes : le jeune, une crème au goût doux, et le vieux, une crème au goût plus fort et d'une couleur jaune beurre.

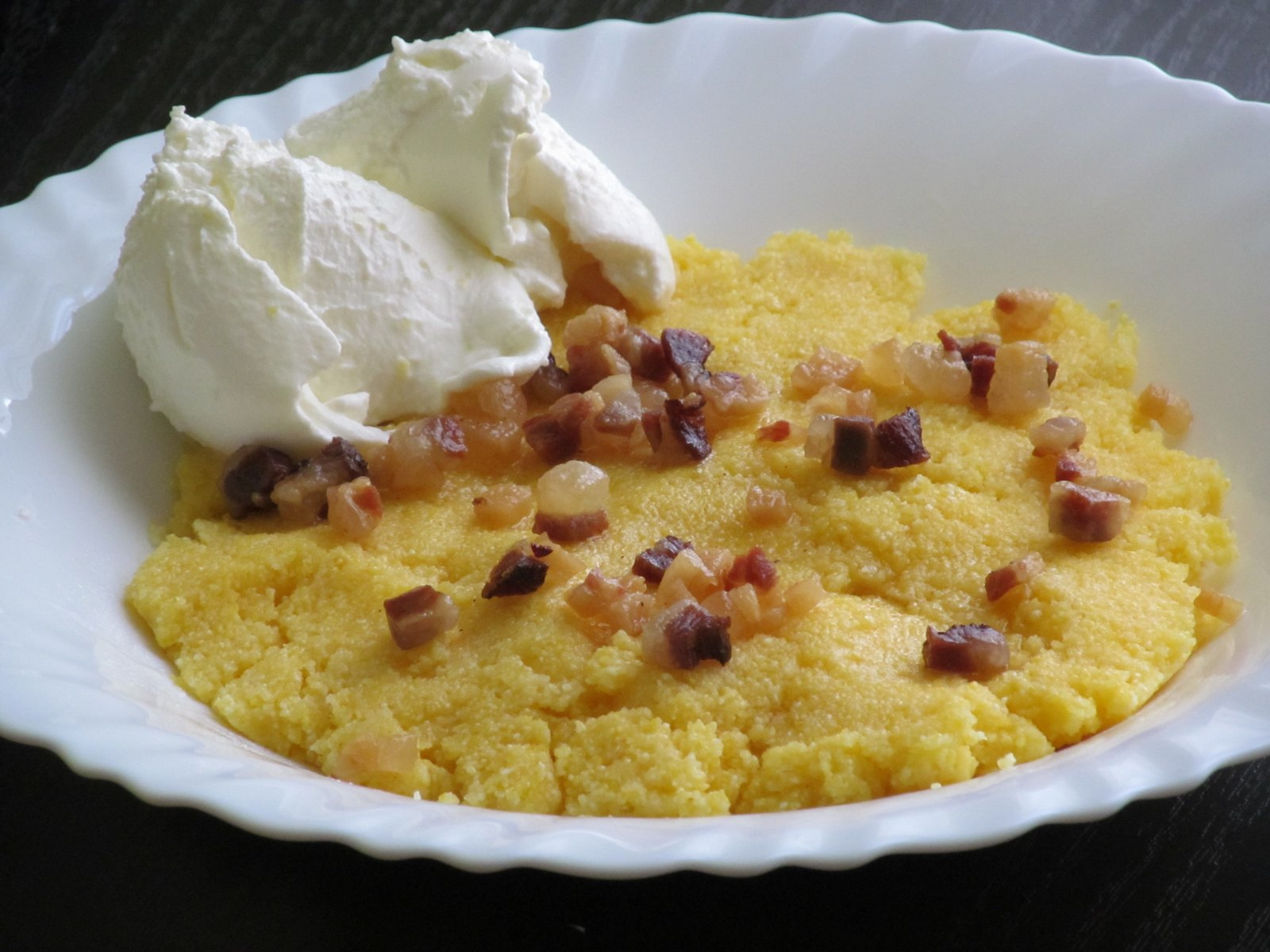
Kajmak en accompagnement avec de la polenta.
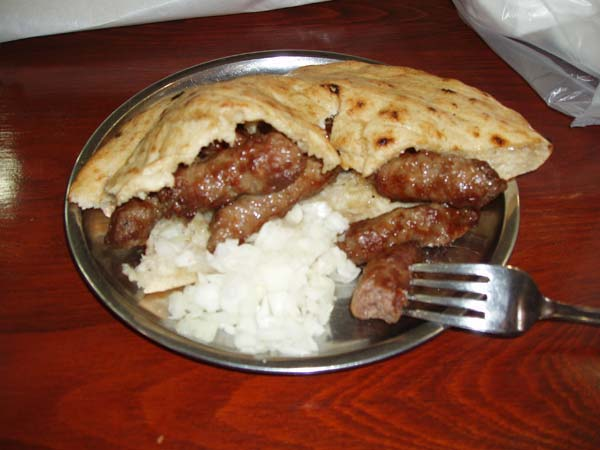
Kajmak avec ćevapčići.
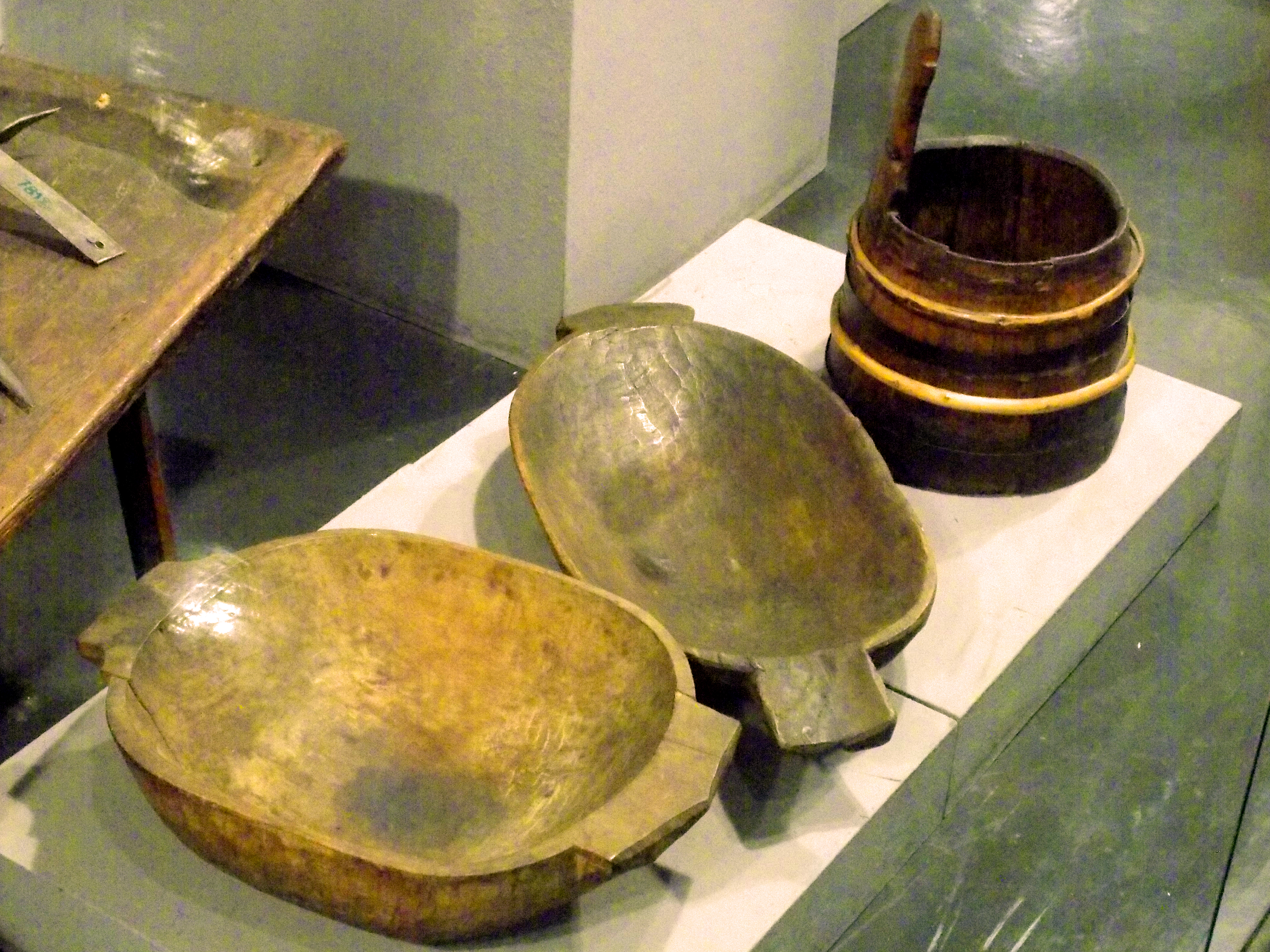
Pots traditionnels pour faire du kajmak dans les Balkans.